# 97786 Oauam
97786 Oauam è un asteroide della fascia principale. Scoperto nel 2000, presenta un'orbita caratterizzata da un semiasse maggiore pari a 2,3457362 au e da un'eccentricità di 0,2431038, inclinata di 2,42617° rispetto all'eclittica.